# Farkas András (újságíró)
Farkas András, André Farkas (Debrecen, 1931. április 15. – Párizs, 2023. június 15.) franciaországi magyar író, újságíró, üzletember.

## Pályafutása
Apja Farkas Lajos, a debreceni Független Újság napilap főszerkesztője, a debreceni Bocskai futballcsapat elnöke, anyja Vass Ella. 1936-ban szüleivel Budapestre költözött, ahol apja megalapította a Vidéki Napilapok Szindikátusát, irodát nyitott a Szervita téren. Egy évig, amíg eldőlt, hogy sikeres lesz-e a vállalkozás, naponta a New York kávéházban étkeztek, ahol megismert számos írót, újságírót, köztük Szép Ernőt és Heltai Jenőt.
Előbb a Sziget utcai elemi iskolában, majd a Berzsenyi, a Kölcsey, végül a Kemény Zsigmond gimnáziumban tanult. Érettségi után egy évig az angyalföldi ATRA vasüzemben vasesztergályos szakmát tanult.
1950-től újságíró az MTI külpolitikai szerkesztőségében, ahol megismerte a Franciaországból 1952-ben két hétre hazahívott, és 1955-ig itthon tartott Gara Lászlót. Szilvási Lajossal, az MTI belpolitikai tudósítójával és a fiatal filológus Hutterer Miklóssal Gara legszűkebb baráti köréhez tartozott. Szilvásival gyakran együtt hallgatták Cziffra György zongorajátékát a Nagykörút és az Andrássy út sarkán álló Oktogon kávéház földalatti lokáljában.
Cikkei jelentek meg a Szabad Ifjúságban és a Szabad Népben 1951–1955 között; 1953–1955 között külpolitikai szerkesztő az Esti Budapestnél.
1956 tavaszáig nem utazhatott külföldre, így helyszíni tudósítások helyett képzelt riportokban számolt be a nyugat-európai eseményekről. 1956. október 23-ától a Szabad Nép székházában maradt, október 30-án Dudás József felkérésére elvállalta a Magyar Nemzeti Forradalmi Bizottmány Magyar Függetlenség című, hat számot megért politikai napilapjának főszerkesztését. Dudás József letartóztatásának és halálra ítélésének hírére 1956. december 8-án elhagyta Magyarországot.

### Franciaországi emigráció
Csehszlovákián és Lengyelországon keresztül Párizsba ment, ahol felkereste Gara Lászlót. Féléves sikeres francia nyelvtanulás után az Overseas Credit Service-nél kezdett dolgozni, majd saját kereskedelmi vállalkozásokba kezdett, főleg a bor és fotózás területén.
1990 óta évente jár Magyarországra családjával. 2001-ben nyugdíjba menve történelmi regényt írt az 1945–1956 között átélt magyarországi események alapján, ami 2010-ben jelent meg La vie fabuleuse sur la planète Marx. Mémoires d’un extra-terrestre (Csodálatos élet a Marx bolygón. Egy földönkívüli emlékei) címmel.
2006-ban látott napvilágot az 1956-os eseményeket bemutató történeti munkája francia nyelven: Budapest 1956. La tragédie, telle que je l’ai vue et vécue (Budapest 1956. A tragédia, ahogy láttam és átéltem) címmel.
Beszédet mondott a Petőfi Irodalmi Múzeumban Szilvási Lajos 80. születésnapja alkalmából 2012. január 13-án tartott megemlékezésen, majd több Gara László-emlékünnepségen, például 2013-ban a Petőfi Irodalmi Múzeumban és 2014-ben a Párizsi Magyar Intézetben.
Önéletrajzi visszaemlékezései 2022 márciusában jelentek meg magyarul Budapest – Varsó – Párizs: Az angyalföldi nejlonbortól a bordói eleganciáig címmel, majd franciául Du rhum hongrois au vin de Bordeaux en passant par la vodka polonaise címmel.

## Művei
- André Farkas: Budapest 1956: La tragédie, telle que je l’ai vue et vécue, Tallandier, 2006, 287 p. ISBN 978-2847343496
- André Farkas: La vie fabuleuse sur la planète Marx: Mémoires d’un extra-terrestre, Edilivre, 2010, 578 p. ISBN 978-2812135378
- Farkas André: Garával ketten – Párizs ellen, in: Magyar Szemle 28, 9–10. sz. (2019): 29–37 Archiválva 2020. július 12-i dátummal a Wayback Machine-ben
- Farkas André: Éjfélkor az Invalidusok terén. In: Tüskés Anna: „en-nemzetem külhoni híre-sorsa” Fejezetek a 20. századi francia–magyar irodalmi kapcsolatok történetéből, Budapest, reciti, 2020, 162-167.
- Farkas András: Budapest – Varsó – Párizs: Az angyalföldi nejlonbortól a bordói eleganciáig; sajtó alá rend., utószó Tüskés Anna; BTK Irodalomtudományi Intézet, Budapest, 2022, 307 p.
- André Farkas, Du Rhum hongrois au vin de Bordeaux, Paris, Edilivre, 2022, 350 p.